# Роботти, Марио
Марио Роботти (итал. Mario Robotti; 25 ноября 1882, Алессандрия, Пьемонт, Италия —1955, Рапалло, Генуя, Лигурия, Италия) — итальянский генерал, командир 2-й итальянской армии в период Второй мировой войны, прославившийся при оккупации Югославии и борьбе против «Народной армии Словении» фразой: «Здесь слишком мало казней».

## Биография
Марио Роботти родился в 1882 году в Пьемонте. Там же учился в военном училище. По окончании училища в 1903 году выпущен вторым лейтенантом пехоты. Участник Первой мировой войны. В звании полковник командовал 53-м пехотным полком бригады «Умбрия», появившейся в 1861 году после присоединения Умбрии к Италии. В 1871 году бригаду расформировали, а в 1881 году воссоздали из 53-го и 54-го полков. В годы Первой мировой войны бригада «Умбрия» несла службу в горах Бойте и сражалась при Кортина-д’Ампеццо.
В 1934 году на основе бригады «Умбрия» из 53-го и 54-го пехотных полков и 17-го артиллерийского полка была сформирована 2-я горнострелковая дивизия «Сфорцеска». 12 ноября 1934 года Роботти принял командование 10-й моторизованной пехотной дивизией «Пьяве» (Пиаве) и 1 января 1935 года был произведён в бригадные генералы.
1 июля 1937 года повышен в звании до дивизионного генерала и переведён в Александрию (Алессандрия) командиром 3-й пехотной дивизии «Монферрато».
С 15 января 1939 года по 31 октября 1940 года служит Директором (начальником управления) по снабжению армии в Военном министерстве Королевства Италии.
В разгар Второй мировой войны стал генералом армейского корпуса (старшинство с 1 января 1941). С 1 ноября 1940 года сменил генерала Маттео Ру (ит. Matteo Roux), приняв командование XI армейского корпуса, дислоцированного на восточной границе, возглавлял его до 15 декабря 1942 года. Участвовал во вторжении и оккупации Словении.
В годы Второй мировой войны и, в частности, во время вторжения в Югославию, которое началось 6 апреля 1941 года, командуя XI армейским корпусом, генерал Роботти являлся одновременно военным комендантом аннексированной провинции Любляна, оккупированной итальянской армией. В этом качестве он неукоснительно выполнял приказы и инструкции генерала Марио Роатта (ит. Mario Roatta), касающиеся методов репрессий, приказывал войскам действовать по отношению к гражданскому населению жёстко, поскольку считал его пособником партизан.
Итальянским офицерам были даны приказы, предусматривающие уничтожение целых деревень, депортацию и расстрел заложников. 11 июля 1942 года командующий XI армейским корпусом Марио Роботти после «грабежей и политических чисток», проводившихся с 24 июня по 1 июля в Любляне и провинции и депортации в лагеря более 5000 мужчин (от 16 до 50 лет) жаловался в письме Эмилио Грациоли, что: «… невозможно арестовать всех женщин, особенно учителей средних и начальных школ, которые, как известно, всё ещё активно участвуют в коммунистической пропаганде и помогают партизанам…».
5 февраля 1943 года он сменил генерала Роатта на посту командующего 2-й армией и итальянскими оккупационными силами в Югославии.
Однако с сентября 1943 года 2-я армия под командованием Роботти вплоть до капитуляции Германии 8 мая 1945 года участвовала в боях против немецких войск и усташей в Хорватии и Венгрии вместе с армиями югославских партизан Иосипа Броз Тито. В частности, 2-я итальянская армия сыграла важную роль в Дравской оборонительной операции (см. Балатонская операция), когда после 14 дней ожесточённых боёв 21 марта 1945 плацдарм противника у Валпово, удерживаемого частями 1-й Болгарской армии под командованием генерал-лейтенанта Владимира Стойчева (6 пехотных дивизий — около 130 тысяч человек) и советского Третьего Украинского фронта был ликвидирован подошедшей 3-й югославской армией Иосипа Броз Тито совместно с поддержавшей наступление 2-й итальянской армией под командованием генерала Марио Роботти, ранее сражавшейся против немецких и хорватско-усташских войск на территории Хорватии и Далмации, и немецкие войска были отброшены на юг.
Итальянские военные преступления не преследовались «Союзниками» по антигитлеровской коалиции из-за политической позиции, занятой Италией 8 сентября 1943 года. После подписания капитуляции военным руководством Германии, несмотря на то, что Роботти был признан участником военных преступлений, противоречащих договорам и национальным и международным законам ведения войны, совершённых представителями итальянских вооружённых сил, он избежал ареста, и стал вести тихую частную жизнь. Скончался в 1955 году.